# Hearts Adrift
Hearts Adrift is een stomme film uit 1914 onder regie van Edwin S. Porter. De film is gebaseerd op het verhaal As the Sparks Fly Upward van Cyrus Townsend Brady.
De film gaat over een echtpaar dat gestrand raakt op een onbewoond eiland.

## Rolverdeling
| Acteur          | Personage   |
| --------------- | ----------- |
| Mary Pickford   | Nina        |
| Harold Lockwood | Jack Graham |